# Meriota, die Tänzerin
Meriota, die Tänzerin (deutscher Verleihtitel: Merista, die Tänzerin) ist ein österreichischer Historienfilm von 1921.

## Handlung
Erzählt wird die Geschichte einer Liebesbeziehung zwischen Cesare Borgia und der Tänzerin Meriota (Merista) vor dem Hintergrund der Sitten und Kulturgeschichte des 15. Jahrhunderts.

## Hintergrund

### Produktionsnotizen
Die Geschichte basiert aus Versatzstücken von Gobineaus Roman Die Renaissance, dem Roman Mereschkowskis Leonardo da Vinci und Meyers Novelle Angela Borgia, ist jedoch eine unverkennbar eigene Erfindung.
Produktionsfirma war die Firma Das-Kino aus Wien. Die Bauten übernahm Hans Berger, die Kostüme schuf Karl Alexander Wilke. Der Film hatte ein Vorspiel (285 Meter) und fünf Akte in den jeweiligen Längen von 455, 430, 300, 270 und 392 Meter, also insgesamt 2.132 Meter, das entspricht ca. 94 Minuten.
Eine deutsche Pressevorführung bereits am 1. November 1921 statt, die eigentliche Uraufführung dann am 27. Jänner 1922 in Wien.

### Zensurentscheidung
Der Film wurde am 19. Dezember 1921 von der Filmprüfstelle Berlin (Nr. 4907) geprüft. Er wurde ohne Schnitt genehmigt, unterlag aber einem Jugendverbot.
Auf die sofortige Beschwerde der Beisitzer Kuratus Steinberg und Pastor Steinweg kam es zu einer erneuten Prüfung am 23. Dezember 1921. Dabei wurde die Entscheidung vom 19. Dezember 1921 zwar bestätigt, aber es waren zwischenzeitlich drei Zwischentitel entfernt worden. Ausweislich des Schriftsatzes wurden diese Schnitte während oder vor der Verhandlung direkt an die Film-Oberprüfstelle überreicht.
Grund für den Einspruch war die Darstellung Papst Alexanders VI. Zwar sei er selbst nach den Maßstäben der katholischen Kirche „ein unwürdiger Papst gewesen“, aber es wurde eingewendet, man „betrachte sich [die katholische Kirche] und ihre Mitglieder als eine große Familie, für die jede Einrichtung und jede Gestalt ihres Glaubens ein zeitloser und mit ganz besonderem Feingefühl empfundener Gegenstand der Verehrung sei. Dieses Feingefühl aller katholischen Kreise, auch der gebildeten, würde durch eine solche Darstellung verletzt“. Die Film-Oberprüfstelle erschien dieser Einwand jedoch als unbegründet.